# بوفالی
بوفالی (به اسپانیایی: Bufali) یک شهرستان در اسپانیا است که در Vall d'Albaida واقع شده‌است.

## خصوصیات
بوفالی ۳٫۲ کیلومترمربع مساحت و ۱۹۱ نفر جمعیت دارد و ۲۳۹ متر بالاتر از سطح دریا واقع شده‌است.